# Campeonato Paulista Série A2 2011
In 2011 werd het 65ste Campeonato Paulista Série A2 gespeeld voor voetbalclubs uit de Braziliaanse staat São Paulo. De competitie werd georganiseerd door de FPF en werd gespeeld van 15 januari tot 7 mei. XV de Piracicaba werd kampioen. 

## Eerste fase

### Groep A
| Plaats | Clu            | Wed. | W | G | V | Saldo | Ptn. |
| ------ | -------------- | ---- | - | - | - | ----- | ---- |
| 1.     | Catanduvense   | 18   | 9 | 6 | 3 | 25:12 | 33   |
| 2.     | Rio Preto      | 18   | 9 | 6 | 3 | 29:19 | 33   |
| 3.     | Comercial      | 18   | 7 | 8 | 3 | 22:23 | 29   |
| 4.     | Monte Azul     | 18   | 7 | 4 | 7 | 20:18 | 25   |
| 5.     | União São João | 18   | 7 | 4 | 7 | 20:20 | 25   |
| 6.     | Rio Claro      | 18   | 6 | 7 | 5 | 18:18 | 25   |
| 7.     | Ferroviária    | 18   | 6 | 5 | 7 | 25:26 | 23   |
| 8.     | América        | 18   | 4 | 7 | 7 | 27:31 | 19   |
| 9.     | Marília        | 18   | 3 | 6 | 9 | 23:28 | 15   |
| 10.    | Sertãozinho    | 18   | 2 | 7 | 9 | 20:34 | 13   |

|  | Geplaatst voor tweede fase |
|  | Degradatie naar Série A3   |

### Groep B
| Plaats | Clu               | Wed. | W  | G | V  | Saldo | Ptn. |
| ------ | ----------------- | ---- | -- | - | -- | ----- | ---- |
| 1.     | São José          | 18   | 11 | 2 | 5  | 30:21 | 35   |
| 2.     | XV de Piracicaba  | 18   | 9  | 8 | 1  | 31:18 | 35   |
| 3.     | Atlético Sorocaba | 18   | 9  | 6 | 3  | 31:19 | 33   |
| 4.     | Guarani           | 18   | 9  | 5 | 4  | 25:19 | 32   |
| 5.     | Red Bull Brasil   | 18   | 8  | 4 | 6  | 29:25 | 28   |
| 6.     | Pão de Açúcar     | 18   | 7  | 6 | 5  | 35:20 | 27   |
| 7.     | Palmeiras B       | 18   | 4  | 5 | 9  | 19:27 | 17   |
| 8.     | União Barbarense  | 18   | 3  | 7 | 8  | 21:30 | 16   |
| 9.     | São Bento         | 18   | 4  | 2 | 12 | 15:31 | 14   |
| 10.    | Rio Branco        | 18   | 2  | 3 | 13 | 18:44 | 9    |

|  | Geplaatst voor tweede fase |
|  | Degradatie naar Série A3   |

## Tweede fase

### Groep C
| Plaats | Clu               | Wed. | W | G | V | Saldo | Ptn. |
| ------ | ----------------- | ---- | - | - | - | ----- | ---- |
| 1.     | XV de Piracicaba  | 6    | 4 | 0 | 2 | 12:6  | 12   |
| 2.     | Catanduvense      | 6    | 3 | 2 | 1 | 10:8  | 11   |
| 3.     | Atlético Sorocaba | 6    | 1 | 2 | 3 | 6:9   | 5    |
| 4.     | Monte Azul        | 6    | 1 | 2 | 3 | 5:10  | 5    |

|  | Finale                 |
|  | Promotie naar Série A1 |

### Groep D
| Plaats | Clu       | Wed. | W | G | V | Saldo | Ptn. |
| ------ | --------- | ---- | - | - | - | ----- | ---- |
| 1.     | Guarani   | 6    | 4 | 2 | 0 | 16:9  | 14   |
| 2.     | Comercial | 6    | 3 | 3 | 0 | 12:8  | 12   |
| 3.     | São José  | 6    | 1 | 1 | 4 | 7:10  | 4    |
| 4.     | Rio Preto | 6    | 1 | 0 | 5 | 11:19 | 3    |

|  | Finale                 |
|  | Promotie naar Série A1 |

## Finale
Beide clubs promoveren.
|              |                                             |       |                                           |                                                               |
| 7 juni 19:00 | XV de Piracicaba                            | 2 – 2 | Guarani                                   | Estádio Barão de Serra Negra, Piracicaba Toeschouwers: 18.693 |
| 7 juni 19:00 | Adilson 33', 76'                            |       | 7' Rodrigo Paulista 41' Marcos Denner     | Estádio Barão de Serra Negra, Piracicaba Toeschouwers: 18.693 |
| 7 juni 19:00 | Strafschoppen                               |       |                                           | Estádio Barão de Serra Negra, Piracicaba Toeschouwers: 18.693 |
| 7 juni 19:00 | Gláuber Adilson Paulinho André Cunha Marlon | 4 -2  | Dadá Bruno Rangel Thiago Maciel Carlinhos | Estádio Barão de Serra Negra, Piracicaba Toeschouwers: 18.693 |

## Kampioen
| Campeonato Paulista de 2011 - Série A2 |
| São Paulo                              |
| -------------------------------------- |
| XV DE PIRACICABA Kampioen (5° titel)   |